# Grosswangen
Grosswangen é uma comuna da Suíça, no Cantão Lucerna. Em 2017 possuía 3.273 habitantes. Estende-se por uma área de 19,70 km², de densidade populacional de 166,1 hab/km². Confina com as seguintes comunas: Buttisholz, Ettiswil, Kottwil, Mauensee, Menznau, Oberkirch, Willisau Land.
A língua oficial nesta comuna é o Alemão.